# 保罗 (人名)
保罗（i/ˈpɔːl/），又譯保祿，是有基督教传统的国家和民族中常见男性人名。该名始自古罗马时期，源于罗马姓氏Paulus或Paullus，名人有卢基乌斯·埃米利乌斯·保卢斯、卢基乌斯·埃米利乌斯·保卢斯等。

## 字源
罗马姓氏Paulus源于拉丁语形容词“小的”或“谦卑的”，和现代英语few同源。對應到古希臘語：（Pàulos）。這個名字在基督教世界中广为流行主要是因為使徒保羅的緣故，他的希腊名字是Παῦλος，是对拉丁语的转写。
保罗一名在英语、法语、西班牙语、葡萄牙语、意大利语、德语、荷兰语、斯堪的纳维亚语、希腊语、俄语、格鲁吉亚语等各欧洲语言中都很常见，其女性形式为Paula、Pauline、Paulina、Paulette。

## 其它形式
- 阿爾巴尼亞語：
- 亞美尼亞語：
- 阿拉伯語：（Buulus）、（Bol）
- 白俄羅斯語：（Paval）
- 保加利亞語：（Pavel）
- 加泰隆尼亞語：
- 喬治亞語：（Paul）
- 中文：、
- 克羅埃西亞語：
- 捷克語：
- 丹麥語：
- 愛沙尼亞語：
- 芬蘭語：
- 法語：
- 德語：
- 希臘語：（Pavlos）
- 希伯來語：（Shaul）
- 匈牙利語：
- 冰島語：
- 愛爾蘭語：
- 義大利語：
- 日語：（Pōru）
- 韓語：（Pol）
- 拉丁語：
- 拉脫維亞語：
- 立陶宛語：
- 馬其頓語：（Pavle）
- 馬爾他語：
- 挪威語：
- 波蘭語：
- 葡萄牙語：
- 羅馬尼亞語：
- 俄語：（Pavel）
- 塞爾維亞語：（Pavle）
- 西班牙語：
- 斯洛伐克語：
- 斯洛維尼亞語：
- 瑞典語：
- 烏克蘭語：（Pavlo）

## 人名列表

### 基督教人物
- 圣保罗，即大数的扫罗（公元3年－公元67年），保罗书信的作者，基督教的重要人物，自称为耶稣的使徒或外邦人的使徒。

#### 天主教教宗
- 保禄一世，757年-767年任教宗。
- 保禄二世，1464年-1471年任教宗。
- 保禄三世，1534年-1549年任教宗。
- 保禄四世，1555年-1559年任教宗。
- 保禄五世，1605年-1621年任教宗。
- 保禄六世，1963年-1978年任教宗。
- 若望·保禄一世，1978年8月26日-1978年9月29日任教宗。
- 若望·保禄二世，1978年10月16日-2005年4月2日任教宗。

### 科技人物
- 保罗·艾伦（Paul Allen）美国企业家，微软公司的创立者之一
- 保罗·斯泰恩哈特（Paul Steinhardt）美国宇宙学家
- 保罗·瓦兹拉威克（Paul Watzlawick）美國心理學家
- 保罗·皮姆斯勒（Paul Pimsleur）应用语言学家
- 强纳生·保罗·伊夫（Jonathan Paul Ive）蘋果電腦工業設計部資深副總裁
- 保罗·拉扎斯菲尔德（Paul Lazarsfeld）美国实证社会学家
- 保羅·莫卡派喬斯（Paul Mockapetris）域名系統（DNS）的發明者
- 保罗·罗默（Paul Michael Romer）美国经济学家，斯坦福大学教授
- 保罗·卢特思（Paul Lutus）美国国家航空航天局工程师、程序员
- 保罗·维兹（Paul Joseph Weitz）美国国家航空航天局的宇航员
- 保罗·埃尔利希（Paul Ehrlich）德国细菌学家、免疫学家。

### 政治人物
- 保罗·沃尔福威茨（Paul Wolfowitz）前美国国防部副部长
- 保罗·布雷默（Lewis Paul Bremer III）伊拉克重建和人道救援办公室长官
- 约翰·保罗·琼斯（John Paul Jones）苏格兰裔的美国海军军官
- 保罗·塞缪尔·雷欧·约翰逊（Paul Samuel Leo）美籍犹太作家

### 体育明星
- 保罗·米尔萨普（Paul Millsap）美国职业篮球运动员，直到2012球季效力于犹他爵士隊  2013球季效力於亞特蘭大老鷹隊
- 保罗·皮尔斯（Paul Anthony Pierce）篮球运动员，直到2012球季效力於波士顿凯尔特人     2013球季效力於布魯克林籃網隊
- 保罗·达纳（Paul Dana）美国赛车手
- 章鱼保罗

### 艺人
- 保罗·温菲尔德（Paul Winfield）美国演员
- 保羅·（Paul Guilfoyle）電視劇與電影演員
- 保罗·西蒙（Paul Simon）美国流行音乐歌手
- 保罗·沃克（Paul William Walker IV）美国电影演员

### 法国人名

#### 总理
- 保罗·雷诺（Paul Reynaud）1940年任法国总理
- 保罗·潘勒韦（Paul Painlevé）法国数学家和政治家，两次出任法国总理
- 约瑟夫·保罗-邦库尔（Joseph Paul-Boncour）1932-1933年法国总理

#### 艺术家
- 保罗·伯希和（Paul Pelliot）法国汉学家、探险家
- 保罗·萨特（Jean-Paul Sartre）法国思想家、作家
- 保罗·杜卡斯（Paul Dukas）法国作曲家
- 保罗·莫里哀（Paul Mauriat）法国轻音乐大师
- 保罗·安德鲁（Paul Andreu）法国建筑师，项目有新凯旋门、中国国家大剧院
- 保羅·塞尚（Paul Cézanne）印象派到立體主義畫派之間的重要畫家
- 保羅·高更（Paul Gauguin）后印象派畫家

### 英国人名

#### 球员
- 保罗·因斯（Paul Emerson）前英格蘭國家隊成員
- 保罗·加斯科因（Paul John Gascoigne）前英格蘭足球运动员
- 斯科特·保罗·卡森（Scott Paul Carson）英格兰國家足球隊的三号門將
- 保罗·斯科尔斯（Paul Scholes）英格兰足球运动员，效力曼聯14年

#### 其他
- 保罗·狄拉克（Paul Adrie Maurice Dirac）英国理论物理学家，量子力学的奠基者之一
- 保罗·肯尼迪 (历史学家)（Paul Kennedy）英国人，代表作《大国的兴衰》
- 保罗·亨特（Paul Allen Hunter）英格兰职业斯诺克选手
- 保罗·麦卡特尼（Sir James Paul McCartney）英国歌手、音樂人及音樂創作家

### 德国人名
- 保罗·兰格尔翰斯（Paul Langerhans）德国著名病理学家、生物学家
- 保罗·儒道夫（Paul Rudolph）德国光学设计家
- 保罗·冯·兴登堡（Paul Hindenburg）德国陆军元帅、政治家
- 保罗·路德维希·埃瓦尔德·冯·克莱斯特（Paul Ludwig Ewald von Kleist）纳粹德国陆军元帅

### 奥地利人名
- 保罗·维特根斯坦（Paul Wittgenstein）奧地利鋼琴家
- 保罗·巴杜拉-斯科达（Paul Badura-Skoda）奥地利钢琴家
- 保罗·埃伦费斯特（Paul Ehrenfest）奥地利物理学家和数学家

### 意大利人名
- 保罗·罗西（Paolo Rossi）1982年世界杯足球赛冠军
- 保罗·马尔蒂尼（Paolo Maldini）著名意大利足球运动员，位置左后卫

### 丹麦人名
- 保罗·施吕特（Poul Schlüter）1982-1993年丹麦首相
- 保罗·哈特林（Poul Hartling）1973-1975年丹麦首相

### 巴西人名
- 保羅·科爾賀（Paulo Coelho）巴西作家，以「牧羊少年奇幻之旅」成為世界知名作家
- 保羅·永村（Paulo Nagamura）巴西足球員，效力于洛杉磯銀河

### 非洲人名
- 保罗·比亚（Paul Biya）喀麥隆總統
- 保羅·雷蒙·貝朗熱（Paul Raymond Bérenger）毛里求斯总理
- 保羅·（Paul Rusesabagina）在盧安達大屠殺事件盡全力保護遭屠殺的難民，後獲得多項國際性人權獎章，此事件被改編成電影《盧安達飯店》

### 香港人名
- 黃貫中（Paul Wong）香港殿堂級搖滾樂隊Beyond的主音結他手

### 西班牙人名
- 保罗·加索尔（Pau Gasol）西班牙职业篮球运动员
- 巴勃罗·毕加索（Pablo Picasso）西班牙著名艺术家

### 加拿大人名
- 保罗·马丁（Paul Edgar Philippe Martin）加拿大第21任总理

### 新西兰人名
- 保罗·里夫斯爵士（Sir Paul Alfred Reeves）1985-1990新西兰总督

### 比利时人名
- 保罗·范泽兰（Paul Van Zeeland）1935-1937年比利时首相

### 哥斯达黎加人名
- 保罗·万乔普（Paulo César Wanchope Watson）哥斯达黎加足球运动员

### 爱尔兰人名
- 保罗·麦格拉斯（Paul McGrath）爱尔兰足球运动员

### 瑞士人名
- 保罗·维尔特（Paul Wild）瑞士伯尔尼的天文学家

### 匈牙利人名
- 保羅·埃尔德什（Paul Erdos）匈牙利数学家

### 以色列人名
- 萨乌尔·切尔尼霍夫斯基（שאול טשרניחובסקי）以色列诗人